# Jesús Sancho Rof
Jesús Sancho Rof, né le 16 décembre 1940 à Madrid, est un homme politique espagnol membre du Parti populaire (PP).
Professeur des universités, il est nommé directeur général au ministère de l'Éducation en 1973, puis de la RTVE l'année d'après. Il abandonne la télévision d'État en 1975.
Aux élections de 1977, il se fait élire député de l'UCD dans la province de Pontevedra, après quoi il est choisi comme cadre dirigeant du ministère de l'Intérieur. Réélu en 1979, il devient ministre des Travaux publics. Deux ans plus tard, le nouveau chef de l'exécutif le désigne ministre du Travail et de la Santé.
Il doit quitter le gouvernement en décembre 1981. À nouveau élu au Congrès des députés en 1982, il rejoint l'AP l'année suivante et sous ses couleurs remporte un dernier mandat législatif, en 1986. Il met un terme à sa vie politique trois ans plus tard.

## Biographie

### Formation et débuts professionnels
Il étudie les sciences physiques à l'université de Madrid. En 1962, après avoir passé sa licence, il devient professeur d'optique. Parallèlement, il est nommé directeur du cabinet d'études de la direction nationale du syndicat espagnol universitaire (SEU), dont Rodolfo Martín Villa est alors le chef.
Il abandonne ces responsabilités en 1966. Il atteint deux ans plus tard le grade de professeur agrégé et enseigne alors l'optique et la structure de la matière à l'université de Madrid.

### Cadre du franquisme
Il est choisi en juin 1973 pour le poste de directeur général de la Formation professionnelle et de l'Extension éducative au sein du ministère de l'Éducation et de la Science. Il est toutefois relevé de ces fonctions dès le 2 février 1974, pour devenir directeur central du Secrétariat d'assistance et de promotion syndicales de l'Organisation syndicale espagnole.
Il doit à nouveau quitter ses responsabilités le 23 novembre, après avoir été désigné directeur général de la Radiodiffusion et télévision, à 33 ans du ministère de l'Information et du Tourisme. Il est relevé de son poste au bout de treize mois, le 20 décembre 1975. Il retrouve des responsabilités dès le 6 février 1976, en tant que directeur central de l'Administration et des Finances de l'Organisation syndicale espagnole.

### Engagé dans la transition démocratique
En mars 1977, il participe à la création de la Fédération sociale indépendante (FSI), un parti qui se veut de centre gauche et dont la création est fortement liée au président du gouvernement Adolfo Suárez. Il est relevé de ses fonctions administratives, à sa demande, le 23 avril. La FSI rejoint ensuite la coalition centriste de l'Union du centre démocratique (UCD), mise en place autour de Suárez.
Pour les élections constituantes organisées le 15 juin suivant, il est investi en deuxième position sur la liste de l'UCD dans la province de Pontevedra. Élu au Congrès des députés, il est nommé directeur général de la Politique intérieure au sein du ministère de l'Intérieur le 1er août sans renoncer à son mandat parlementaire. Il siège ainsi à la commission constitutionnelle, à la commission de l'Intérieur et à la députation permanente. Le 3 mai 1978, il est promu au poste de sous-secrétaire de l'Intérieur.

### Ministre des Travaux publics
Déclaré inéligible du fait de ses fonctions administratives, il ne se présente pas aux élections générales du 1er mars 1979. Pourtant, le 6 avril, Jesús Sancho Rof est nommé, à 38 ans, ministre des Travaux publics et de l'Urbanisme.
Dès le lendemain de sa nomination, il se trouve confronté à'une manifestation de la part de deux cents habitants du quartier madrilène d'Orcasitas, qui réclament l'abrogation du décret sur le logement, qui remet en cause les engagements ministériels dans le domaine de la rénovation urbaine. Le 28 avril, il reçoit la principale association d'habitants de Madrid et s'engage à respecter les engagements pris, notamment la construction de vingt-cinq mille logements et que les loyers des nouvelles habitations ne dépassent pas 10 % des revenus du chef de famille, sans pour autant abroger le décret contesté puisqu'une loi sur le logement est en préparation. À l'issue d'une nouvelle réunion le 1er mai, il annonce la signature d'un arrêté ministériel qui confirme le chiffre de vingt-cinq mille logements, prévoit un investissement total de soixante milliards de pesetas et que les constructions se réaliseront de manière simultanée.
Au mois de juillet suivant, il est évoqué comme candidat à la présidence de la fédération UCD de la province de Pontevedra face au conseiller municipal de Vigo Víctor Moro ; il bénéficie notamment du soutien de Luis González Seara et Pio Cabanillas, représentant le courant « centraliste » de l'UCD de Galice. Il est finalement seul à se présenter au vote des délégués le 29 octobre 1979 et se voit donc logiquement élu président du comité exécutif provincial.

### Ministre du Travail et de la Santé
À la suite de la démission d'Adolfo Suárez et son remplacement par Leopoldo Calvo-Sotelo, Jesús Sancho Rof est nommé le 27 février 1981 ministre du Travail, de la Santé et de la Sécurité sociale, fusionnant en conséquence deux départements ministériels. Son passage à ce poste est principalement marqué par le « scandale de l'huile frelatée » et une grève des médecins hospitaliers. Le 2 décembre 1981, il est relevé de ses fonctions à l'occasion d'un important remaniement ministériel. Il est l'unique ministre sanctionnée pour l'affaire de l'huile de colza, puisque le ministre de l'Économie Juan Antonio García Díez est promu second vice-président du gouvernement.

### Après le gouvernement
Il est investi candidat aux élections législatives anticipées du 28 octobre 1982, comme tête de liste UCD dans la province de Pontevedra. Il fait partie des onze députés que fait élire le parti centriste et siège pour ce mandat à la commission de l'Éducation et de la Culture. L'UCD ayant disparu, il rejoint l'Alliance populaire (AP) et se représente aux élections législatives anticipées du 22 juin 1986, en deuxième position sur la liste de la Coalition populaire (CP) emmenée par Mariano Rajoy dans la province de Pontevedra. Pour ce dernier mandat, il participe à la commission bicamérale de la Recherche scientifique et du Développement technologique, ainsi qu'à la commission de l'Éducation et de la Culture à compter d'octobre 1987. Il ne se représente pas aux élections de 1989 et quitte la vie politique.
Il est président de l'AERCO (l'association patronale des entreprises de construction) de 1998 à 2008.